# Křik
Křik je český černobílý film režiséra Jaromila Jireše z roku 1963. Vznikl na základě knižní předlohy a podle scénáře Ludvíka Aškenazyho. Jaromila Jireše zařadil jeho první celovečerní hraný film mezi tvůrce tzv. československé nové vlny, kdy pro mladou generaci (Miloš Forman, Věra Chytilová a Jiří Menzel) byla inspirací francouzská filmová avantgarda, vyznačující se dokumentaristickým přístupem v oblasti hrané tvorby. Ve filmu účinkovala řada neherců.
Knižní předlohou pro film byla Aškenazyho kniha Černá bedýnka (1960), v níž umělec doplnil reportážní fotografie československých, cizích i neznámých autorů cyklem balad a songů. Scénář dokončil v červenci v roce 1962. Zůstala zachována skladba knihy, kde se prolínaly celospolečenské otázky s vnitřními prožitky člověka. Děj filmu byl však soustředěn do uceleného příběhu o mladém manželském páru, který očekává narození prvního dítěte.
Nastávající maminka Ivana (Eva Límanová) odjíždí do porodnice a její manžel Slávek (Josef Abrahám), opravář televizorů pracuje na zakázkách jako každý pracovní den. Mezi prací volá do nemocnice, aby zjistil, zda se již dítě narodilo. V rovině přítomnosti, kde je hlavním aktérem Slávek – opravář (debata ve škole, rozhovor s diplomatem, hádka na poště) je zpětně v krátkých úsecích vyprávěna historie vztahu  mladého páru (seznámení, svatba, první konflikty), jejich sny a představy, které podtrhují intimitu příběhu. Rámec rodinných vztahů je posunován v rovině „oprav televizorů“ k aktuálnímu dění a hlavnímu tématu filmu, kterým je smysl nového života v nestabilní době počátku šedesátých let 20. století (nukleární pokusy, Karibská krize, jaderné zbrojení atd.).
Na XVII. ročníku Filmového festivalu v Cannes v roce 1964 získal film Zvláštní uznání za dílo mladého režiséra. Díky jeho úspěchu na festivalu začali noviny upozorňovat na vzestup tehdejší československé kinematografie. Film oslovil i publikum, v československých kinech ho vidělo více než půl milionu diváků.